# 七宝圣母升天堂
七宝圣母升天堂俗称七宝天主堂，是天主教上海教区的一座天主教堂，位于中華人民共和國上海市闵行区七宝镇南街50号，始建于清朝清穆宗同治五年(1866年)，1867年8月2日举行开堂典礼。1947年，七寶天主堂在建堂八十年大庆時进行了大修。1949年5月23日，七宝天主堂的钟楼在中華民國國軍撤退时被炸毁。1982年8月15日，七寶天主堂經重建后恢復運作。2000年9月，七宝天主堂被列为闵行区文物保护单位。